# Didghalidudi
Didghalidudi (georgiska: დიდღალიდუდი) är ett berg i Georgien. Det ligger i den nordvästra delen av landet, 250 km nordväst om huvudstaden Tbilisi. Toppen på Didghalidudi är 3 103 meter över havet. Didghalidudi ingår i Egrisibergen.